# Abaristophora
Abaristophora là một chi ruồi thuộc họ Ruồi lưng gù. 

## Loài
- A. arctophila Schmitz, 1927[1]
- A. austrophila (Schmitz, 1939)[2]
- A. brevicornis (Schmitz, 1939)[2]
- A. diversipennis Borgmeier, 1962[4]
- A. domicamberae Disney & Ross, 1996[5]
- A. nana (Schmitz, 1939)[2]
- A. nepalensis Disney & Ross, 1997[5]
- A. sachalinensis Mikhailovskaya, 1988[6]
- A. similicornis (Schmitz, 1939)[2]
- A. subarcuata (Schmitz, 1939)[2]
- A. tonnoiri (Schmitz, 1939)[2]